# Sabine Heselhaus
Sabine Heselhaus (* 1967) ist eine Schweizer Politikerin (Grüne). Dem Kantonsrat des Kantons Luzern gehört sie seit Oktober 2023 an.

## Beruf und Privates
Sabine Heselhaus ist promovierte Fachärztin für Chirurgie. Sie war von 2010 bis 2015 am Luzerner Kantonsspital tätig und führt seit 2015 eine eigene Praxis für komplexe Wunden. Sie ist seit 2022 Dozentin an der Universität Luzern und war von 2013 bis 2019 Dozentin an der Heilpraktikerschule. Daneben macht Heselhaus Hausbesuche in Pflegeheimen und kantonsweit mit Spitex (i.e. ambulante Pflege). Seit 2015 ist sie Präsidentin des Vereins Luzerner Wundmanagement und wirkt seit 2023 im Vorstand der Ärztegesellschaft Stadt Luzern mit. Heselhaus war auch Teamärztin der Schweizer Damen Hockey-Nationalmannschaft.
Heselhaus engagiert sich in der Verbindung der Schweizer Ärztinnen und Ärzte (FMH) für Planetary Health. Sie ist seit 2021 Co-Präsidentin der Sektion Zentralschweiz der Ärztinnen und Ärzte für Umweltschutz und seit 2019 im Zentralvorstand tätig. Bei der Schweizerischen Vereinigung für Sonnenenergie (SSES) hielt Heselhaus 2022 Einsitz im Vorstand für die Zentralschweiz. Des Weiteren engagiert sie sich in anderen Vereinen und Gremien für Nachhaltigkeit.
Heselhaus wohnt in Adligenswil und ist Mutter von zwei Töchtern.

## Politik
Heselhaus nahm am 30. Oktober 2023 für den Wahlkreis Luzern-Land Einsitz im Luzerner Kantonsrat. Sie war Nachrückerin für Bärbel Horat und ist Mitglied der Kommission Gesundheit, Arbeit und soziale Sicherheit sowie Ersatzmitglied der Kommission Erziehung, Bildung und Kultur.

## Belege
1. 1 2 3 4  lu.ch: Kantonsratsprofil (abgerufen am 20. März 2024)
2. 1 2 3 4  sabine-heselhaus.ch: Dr. med. Sabine Heselhaus. Kantonsrätin Luzern. (abgerufen am 20. März 2024)

| Personendaten    | Personendaten                 |
| ---------------- | ----------------------------- |
| NAME             | Heselhaus, Sabine             |
| KURZBESCHREIBUNG | Schweizer Politikerin (Grüne) |
| GEBURTSDATUM     | 1967                          |